# Нибелунг III
Нибелунг III (фр. Nibelung III; умер после 818) — сеньор Перраси и Божи в 818 году, франкский граф.

## Биография

### Происхождение
Происхождение Нибелунга в современных ему исторических источниках не упоминается. Однако на основании ономастических данных Кристиан Сеттипани сделал вывод о том, что Нибелунг III происходил из дома Нибелунгидов. По его мнению, отцом мог быть сеньор Перраси и Божи Хильдебранд II или графа Мадри и Эсбе Нибелунг II. Также на основании ономастических данных был сделан вывод, что мать Нибелунга III, вероятнее всего, происходила из рода Гильемидов. С точки зрения хронологии, она могла быть одной из сестёр Гильома Желонского, Аббой или Бертой, которые известны из документа 804 года.
Единственное упоминание о Нибелунге III содержится в акте, датированном апрелем 818 года. Согласно ему, он владел сеньориями Божи и Перраси в Отёнуа.
В некоторых позднейших источниках он назван графом Вексена, поскольку этим графством владел его сын.

### Брак и дети
Имя жены Нибелунга III неизвестно. Согласно Сеттипани его сыновьями были:
- Нибелунг IV (ум. после 879), граф Вексена, наместник Авалонне[1].
- Тьерри I (VII) (ум. ок. 877), граф Вермандуа[1].